# Alwar z Kordoby
Alwar z Kordoby, Alvarez, hiszp. Álvaro de Córdoba (ur. ok. 1360 w Lizbonie lub Kordobie, zm. 1430 w Kordobie) – hiszpański dominikanin (OP) i kaznodzieja, Błogosławiony Kościoła rzymskokatolickiego.
Jako kaznodzieja, Alwar działał w Andaluzji i Irlandii, odwiedzał także Ziemię Świętą. Był doradcą królowej-wdowy Katarzyny oraz króla Jana II Kastylijskiego. W 1368 roku, dzięki hojności królowej, założył dominikański klasztor w Kordobie zwany Scala Coeli. Ufundowana przy klasztorze droga krzyżowa przyczyniła się do rozpowszechnienia nabożeństwa wielkopostnego.
Alwar zmarł 19 lutego 1430 roku.
Jego kult zaaprobował w 1741 roku papież Benedykt XIV.
Wspomnienie liturgiczne bł. Alwara obchodzone jest w dzienną pamiątkę śmierci.
W Kordobie, gdzie Alwar uważany jest za świętego, tego dnia odbywają się uroczystości w sanktuarium św. Dominika (hiszp. Fiesta de San Álvaro).
W ikonografii przedstawiany jest habicie zakonnym, jego atrybutem jest droga krzyżowa z widokiem na Kalwarię nawiązująca do fundacji drogi krzyżowej w Kordobie i do pobytu w Ziemi Świętej.